# Jardim Iguaçu (Nova Iguaçu)
Jardim Iguaçu é um bairro do município brasileiro de Nova Iguaçu. nas proximidades do Aeroclube, e com a construção da universidade de Nova iguaçu, o bairro promete virar dormitório para os futuros alunos. Abriga também, a fábrica de canetas Compactor , cujo fundador até hoje reside no bairro, que tem um pequeno, porém dinâmico comércio com o mínimo que um bairro precisa, contendo até mesmo caixa eletrônico. O posto de saúde na rua Primeiro de Agosto. Segurança ainda peca um bocado, principalmente no entorno da Indústria de Canetas Compactor, com pouca iluminação pública a noite e sem falar de uma possível rota de fuga para ladrões estar bem ao lado da Rodovia Presidente Dutra. Áreas de lazer em condições não muito boas. Não há alguma praça nem academia da terceira idade. Suas atrações no carnaval é o bloco ¨Tá Ruim Mas Só Tem Esse¨ e festivas promovidas pelo comércio local, como a da Paróquia São Pedro e São Paulo, nos dias dos apóstolos.

## Delimitação
008 – BAIRRO JARDIM IGUAÇU - Começa no encontro da Rua Luiz Silva com a BR116 – Rod. Presidente Dutra. O limite segue pelo eixo da BR116 – Rod. Presidente Dutra até a Rua Minas Gerais, segue por esta (incluída) até a Rua Maranhão, segue por esta (incluída) até a Rua Carnaúba, segue por esta (incluída) até a Rua Diana, segue por esta (incluída) até a Rua dos Coqueiros, segue por esta (incluída) até a Rua Paraná, segue por esta (incluída) até a Rua Três de Maio, segue pelo prolongamento desta (incluída) até a Rua Major João Pinheiro, segue por esta (incluída) até a Rua Diamantina, segue por esta (incluída) até a Rua Tapajós, segue por esta (incluída) até a Rua Pequiri, segue por esta e por seu prolongamento (incluída, incluindo também a Rua do Sol) até o Caminho Existente, segue por este (incluído) até a Rua Sevilha, segue por esta (incluída) até a Rua Arizona, segue por esta (incluída) até a Rua Dublim, segue por esta (incluída) até o Rio Botas, segue pelo leito deste, à montante, até a Rua Marecil Rodrigues de Souza (antiga Rua Los Angeles), segue por esta (incluída) até a Rua Honório Pimenta, segue por esta (incluída) até a Rua Luiz Silva, por esta (excluída) até o ponto inicial desta descrição.